# The Last Ride of the Wolves
The Last Ride of the Wolves ist ein Kriminalfilm von Alberto De Michele, der im Januar 2022 beim International Film Festival Rotterdam seine Premiere feierte und am 10. Februar 2022 in die niederländischen Kinos kam.

## Handlung
Pasquale ist ein alter Gauner und hat sein ganzes illegal erworbenes Vermögen beim Glücksspiel verloren. Daher organisiert er seinen letzten großen Raubüberfall.

## Produktion
Regie führte Alberto De Michele, der gemeinsam mit Simone De Rita auch das Drehbuch schrieb. Es handelt sich um De Micheles Regiedebüt. Zuvor hatte er sich mit seinen Fotografien und Installationen als Künstler bereits einen Namen gemacht. Bis zum Alter von zehn Jahren lebte De Michele in seiner Geburtsstadt Venedig, bevor er in die Niederlande zog. Während der Schulferien lernte er nach und nach die Welt seines weiterhin in Italien lebenden Vaters kennen, in der Spielsüchtige und Kriminelle zuhause waren. Später erkannte De Michele, dass dieser familiäre Hintergrund es ihm ermöglichte, Welten zu betreten, die für die meisten Menschen unzugänglich waren, eine Unterwelt mit eigenen Verhaltenskodizes. So konzentrierten sich seine künstlerischen Arbeiten auf die Welt, in der sein Vater lebte.
Auch The Last Ride of the Wolves ist von einer Geschichte inspiriert, die ihm sein Vater erzählte. Dieser plante, einen Geldtransporter zu überfallen. Hieraus sei die Idee entstanden, einen Kriminalfilm zu drehen und die Vorbereitungen für diesen Überfall zu begleiten. Der Regisseur beschreibt den Film als eine natürliche Weiterentwicklung seiner „parasitären Kunst“. De Michele erklärt, im Prinzip stehle er Geschichten von anderen Dieben und nutze diese für seine eigenen Zwecke.
Die Weltpremiere erfolgte Ende Januar 2022 beim International Film Festival Rotterdam. Am 10. Februar 2022 kam der Film in die niederländischen Kinos.

## Auszeichnungen
The Last Ride of the Wolves befindet sich auf einer Shortlist von Filmen, die von den Niederlanden als Beitrag für die Oscarverleihung 2023 in der Kategorie Bester Internationaler Film eingereicht werden.
Filmadrid Festival 2022
- Nominierung im Offiziellen Wettbewerb[8]